# Saceruela
Saceruela é um município da Espanha na província de Ciudad Real, comunidade autónoma de Castilla-La Mancha, de área 247,28 km² com população de 694 habitantes (2006) e densidade populacional de 2,84 hab/km².

## Demografia
| Variação demográfica do município entre 1991 e 2004 | Variação demográfica do município entre 1991 e 2004 | Variação demográfica do município entre 1991 e 2004 | Variação demográfica do município entre 1991 e 2004 |
| --------------------------------------------------- | --------------------------------------------------- | --------------------------------------------------- | --------------------------------------------------- |
| 1991                                                | 1996                                                | 2001                                                | 2004                                                |
| 823                                                 | 783                                                 | 713                                                 | 703                                                 |